# 金属間化合物

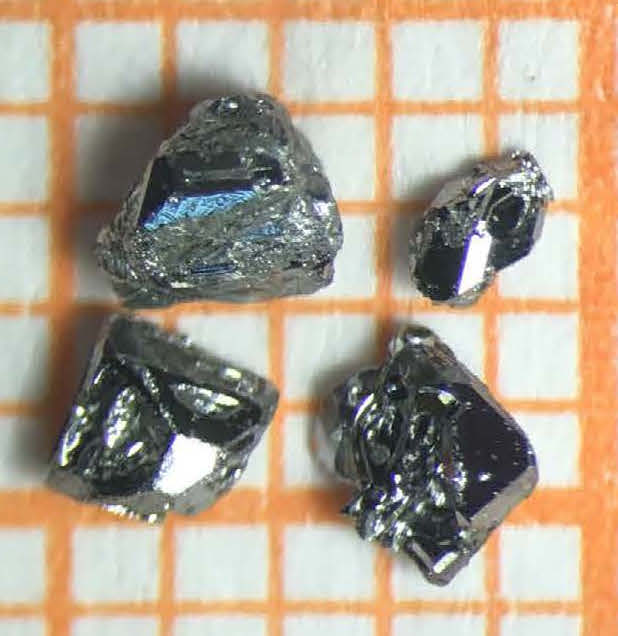
Cr_{11}Ge_{19}

金属間化合物（きんぞくかんかごうぶつ、英: intermetallic compound）は、2種類以上の金属によって構成される化合物。構成元素の原子比は整数である。成分元素と異なる特有の物理的・化学的性質を示す。構成元素が非金属である場合もあり、例として二ホウ化マグネシウム（MgB2, B: ホウ素は非金属）がある。MgB2 は2001年に転移温度 39 ケルビンの超伝導物質であることが分かり、一躍注目を浴びた。
金属間化合物の種類には、下記のようなものがある。
- 電子化合物 – 化合物の形成に原子価電子数が重要な役割を示す。
- σ相化合物、ラーベス相化合物 – 成分金属元素が密に詰まるような結晶構造を持つ。
- 電気化学的化合物 – 電気陰性度差の大きな金属間にでき、原子価の法則に従う。